# Мотор Екшн
«Мото́р Екшн» (англ. «Motor Action F.C.») — зімбабвіський футбольний клуб з Хараре. Заснований у 2000 році.

## Досягнення
- Володар Зімбабвійського незалежного трофею: 2005
- Чемпіон Зімбабве: 2010